# Aldonsäuren

Struktur von Gluconsäure, die aus Glucose gewonnene Aldonsäure

Aldonsäuren gehören zur Gruppe der Zuckersäuren, die bei der Oxidation der Aldehydgruppe einer Aldose entstehen. Die daraus resultierenden Carbonsäuren haben daher die Struktur HOOC–(CHOH)n–CH2OH. Die Oxidation der terminalen Hydroxygruppe statt der terminalen Aldehydgruppe führt zu Uronsäure.
Aldonsäuren werden in der Regel durch die Oxidation von Zucker mit Brom synthetisiert. 
Aldonsäuren kommen in vielen biologischen Systemen vor. 